# Шыныбеков, Абат Абаевич
Абат Абаевич Шыныбеков — казахстанский государственный деятель, магистр технических наук, с 12 августа 2019 — 26 апреля 2022 года — аким Уральска. 26 апреля 2022 года назначен Руководителем аппарата акима ЗКО.

## Биография
В 1995 году окончил Западно-Казахстанский сельскохозяйственный институт по специальности «Механизация сельского хозяйства». В 1998 году окончил Институт языков и менеджмента «Евразия» по специальности «Экономика и менеджмент».
С 1995 года Шыныбеков работал на должности инженера-механика совхоза Егиндикульский Каратобинского района.
C 1995 по 2000 — специалист, старший специалист, заведующий отделами аппарата акима Каратобинского района.
2003—2006 гг. — заместитель акима Казталовского района.
2007—2008 гг. — советник акима города Уральска.
2008—2012 гг. — заместитель Председателя ЗКОФ «Нұр Отан».
2012—2013 гг. — секретарь маслихата города Уральска.
2013—2017 — аким Сырымского района.
2017—2019 — аким Казталовского района.
С 12 августа 2019 — 26 апреля 2022 года — занимал должность акима города Уральска..
26 апреля 2022 года — назначен Руководителем аппарата акима ЗКО.